# Ökotrophologie
Die Ökotrophologie (von altgriechisch οἶκος oikos „Haus“, τροφή trophe „Ernährung“ und -logie) ist das in Deutschland eigenständige interdisziplinäre Studienfach der Kombination aus Ernährungswissenschaft und Haushaltswissenschaft (manchmal abgekürzt EHW oder HEW). Die Schreibweise des Begriffs Ökotrophologie ist nicht einheitlich, einige Hochschulen und der deutsche Berufsverband verwenden die historisierende Schreibung Oecotrophologie.

## Studium
Das Studium der Ökotrophologie ist in Deutschland an Universitäten und Fachhochschulen möglich. Die akademischen Grade sind Bachelor of Science (BSc) und Master of Science (MSc). Im Falle einer Promotion wird der Titel Dr. oec. troph. verliehen. Neben dem Fach Ökotrophologie gibt es spezialisierte Studiengänge wie Public Health Nutrition, Ernährung und Bewegung oder Consumer Science. 
Bis Anfang des 21. Jahrhunderts war Ökotrophologie ein Diplom-Studiengang (Dipl. oec. troph. oder Dipl.-Oecotroph.).

### Inhalte
Die Ökotrophologie beschäftigt sich sowohl mit naturwissenschaftlich-medizinischen als auch mit psycho-soziologischen und ökonomischen Fächern. Dagegen konzentriert sich die Trophologie hauptsächlich auf die naturwissenschaftlichen Aspekte der Ernährung.
Die Lehrgebiete umfassen naturwissenschaftliche Fächer wie Ernährungswissenschaft, einschließlich Diätetik und Gesundheitslehre, soziologische Fächer wie Ernährungssoziologie, Haushalts-, Beratungs- und Verbrauchslehre sowie Sozialpolitik, wirtschaftswissenschaftliche Elemente wie Ökonomie und Personalmanagement und technologische Elemente wie die in der Hauswirtschaft relevante Haushaltstechnik und die in der Lebensmittelindustrie relevante Lebensmitteltechnologie oder Prozesstechnik. Schnittstellen zwischen den Disziplinen bilden Fächer wie die Ernährungsökologie.
Bei einem Universitätsstudium der Ökotrophologie bauen diese Fächer im Hauptstudium auf die im Grundstudium als Propädeutika behandelten Fächer auf, wozu unter anderem Botanik und Zoologie, Mikrobiologie und Hygiene, Anatomie und Physiologie, Chemie und Biochemie, Mathematik und Statistik, Lebensmitteltechnologie und -kunde, Volks- und Betriebswirtschaftslehre, zuweilen auch Physik oder Soziologie gehören.

### Statistik
Im Wintersemester 2023/24 waren laut Statistischem Bundesamt 6.446 Studierende im Fach Ernährungs- und Haushaltswissenschaften eingeschrieben, darunter 5.130 Frauen (80 %) und 1.319 Männer (20 %). Der Anteil der ausländischen Studierenden lag mit 599 Studierenden bei 9,3 Prozent.

### Studienorte
Ein Studium der Ökotrophologie ist in Deutschland an folgenden Hochschulen und Universitäten mit unterschiedlichen Schwerpunkten und Fachrichtungen möglich:
- Hochschule Anhalt (BSc, MSc)
- Hochschule Fulda (BSc, MSc)
- Justus-Liebig-Universität Gießen (BSc, MSc)
- Hochschule für Angewandte Wissenschaften Hamburg (BSc)
- Christian-Albrechts-Universität zu Kiel (BSc)
- Fachhochschule Münster (MSc)
- Hochschule Osnabrück (BSc)

Darüber hinaus werden an weiteren Hochschulen ernährungswissenschaftliche Studiengänge mit Inhalten der Ökotrophologie angeboten.

## Berufsfeld
Ökotrophologen arbeiten entsprechend ihrer Ausbildung in sehr unterschiedlichen Bereichen: In Leitungen von Großhaushalten wie Kantinen, Krankenhäusern oder Heimen, in der Personalentwicklung, im Hauswirtschaftsmanagement, in der Verbraucherberatung, in der Beratung von Einzelpersonen oder Gruppen, zum Beispiel als selbständige Ernährungsberater oder bei Krankenkassen, sowie in der Lebensmittelindustrie, zum Beispiel als Produktentwickler, in der Qualitätssicherung, im Qualitätsmanagement oder im Marketing, auch z. B. in der Pharmaindustrie. Ökotrophologen stellen in ihrem Tätigkeitsfeld oft eine Schnittstellenposition zwischen Endverbraucher und Lebensmittelunternehmen oder Gesellschaft und Wirtschaft dar und kommunizieren dementsprechend mit unterschiedlichen Anspruchsgruppen.
Mit einem Masterabschluss qualifizieren sich Ökotrophologen auch für Tätigkeiten in Forschung und Lehre an Hochschulen und Schulen, zum Beispiel als Fach- oder Berufsschullehrer.
Man findet Haushalts- und Ernährungswissenschaftler daneben auch in der Sozial- und Marktforschung, im Wissenschaftsjournalismus oder als Quereinsteiger in der Öffentlichkeitsarbeit.